# Crypta Balbi

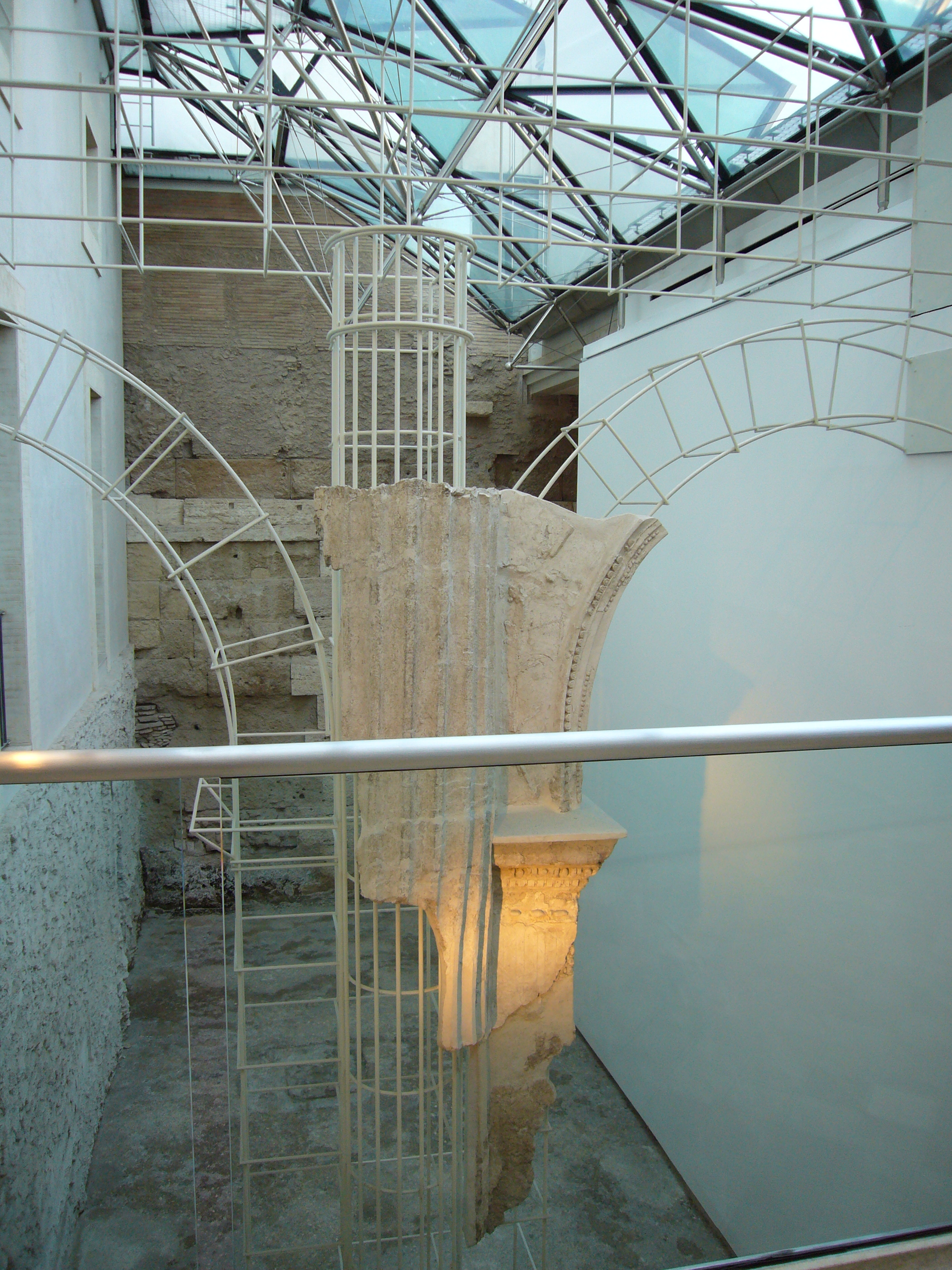
Ricostruzione esemplificativa degli archi del portico

La Crypta Balbi è un complesso collegato all'antico teatro di Balbo a Roma. Oggi è una delle sedi del Museo Nazionale Romano.
Nel 2013 il circuito museale del Museo nazionale romano è stato il ventunesimo sito statale italiano più visitato, con 247.795 visitatori e un introito lordo totale di 909.016,50 Euro.

## Il sito
La sede museale fa parte di un vasto complesso di edifici (le chiese di Santa Caterina dei Funari e Santo Stanislao dei Polacchi, circa 7.000 m² con un patrimonio edilizio di circa 40.000 metri cubi) acquisito dallo Stato nel 1981 e che sorge, a sua volta, sul cortile porticato annesso al teatro di Balbo, fatto costruire da Lucio Cornelio Balbo nel 13 a.C., la Crypta Balbi, appunto.
Il complesso è costituito da un intero isolato racchiuso tra via delle Botteghe Oscure, via dei Polacchi, via dei Delfini e via Caetani, che nei secoli ha visto diversi usi e insediamenti:
- in età romana l'urbanizzazione era costituita dalla Crypta Balbi, dalle case retrostanti e dal lato meridionale della Porticus Minucia, i cui resti sono visibili dall'altra parte di via delle Botteghe Oscure.
- in età altomedioevale nel sito si insediò la chiesa-convento di Santa Maria Domine Rose, con il suo orto e gli annessi.
- all'età medioevale risalgono le case di via dei Delfini.
- in età rinascimentale vi si installò un convento di Santa Caterina con annesso Conservatorio (cioè orfanotrofio).
- al Settecento risale la vicina chiesa ancora esistente di san Stanislao e l'annesso ospizio dei Polacchi.

La specificità della Crypta Balbi, nel contesto del Museo nazionale romano, è di essere un museo di archeologia urbana, che ricerca e documenta l'evoluzione di quello spazio, dei suoi insediamenti e delle sue destinazioni d'uso lungo i secoli.
Particolare attenzione viene dedicata ai ritrovamenti che documentano attività artigianali (materiali, attrezzi, produzioni) svolte nel luogo in età postclassica e altomedioevale, mettendo in rilievo la continuità del lavoro ed anche la qualità dei prodotti, in secoli generalmente considerati "oscuri", tra il VII e il X.
L'esposizione, finalizzata a mostrare l'evoluzione nel tempo delle attività e degli insediamenti, presenta ritrovamenti avvenuti in loco, ma anche reperti provenienti da altri siti, ed è molto curata e ben documentata, anche dal punto di vista didattico, descrivendo ampiamente non solo i reperti in mostra, ma anche i contesti storici ai quali essi fanno riferimento.
| Planimetria del Campo Marzio meridionale |
| --- |
| Tevere Navalia Circus Flaminius Teatro di Marcello T. di Diana T. della Pietà T. di Giano T. di Giunone T. di Spes Tempio di Bellona Tempio di Apollo Sosiano Tempio di Giove Statore Tempio di Giunone Regina Portico d'Ottavia Portico di Filippo T. d'Ercole Portico d'Ottavio Teatro di Balbo Crypta Balbi Portico di Minucio T. delle Ninfe Diribitorium T. di Giuturna T. della Fortuna T. di Feronia T. dei Lari Permarini Curia di Pompeo Portico di Pompeo Teatro di Pompeo Tempio di Venere Vincitrice Templi di Marte e Nettuno Santuario di Ercole Magnus Custos Tempio di Castore e Polluce Ponte Fabricio Isola Tiberina Porticus Maximae T. di Vulcano Porticus Divorum Villa Publica Hecatostylum T. della Fortuna equestre Anfiteatro di Statilio Tauro (?) |

## Altre immagini

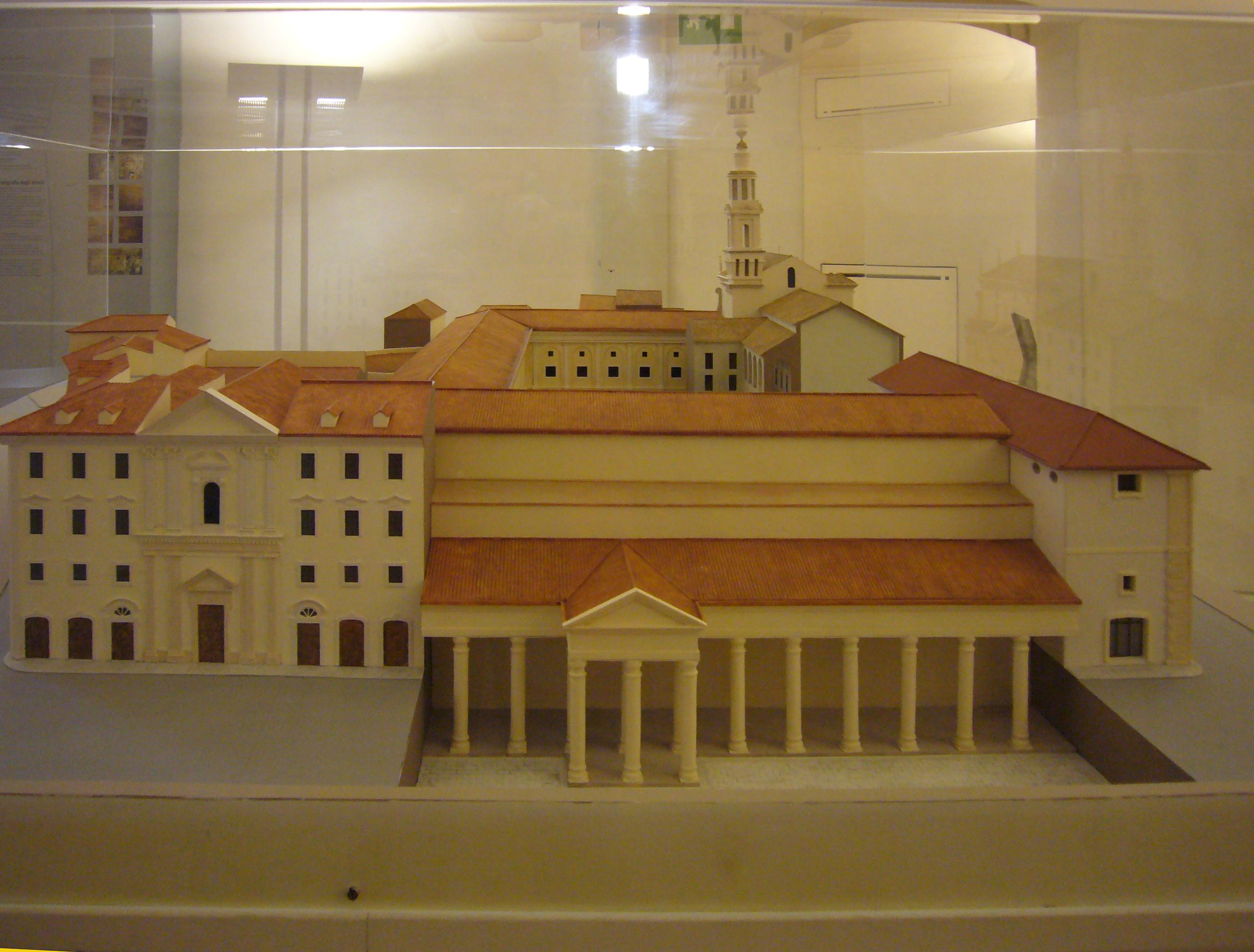
Plastico illustrativo dell'evoluzione del sito dal lato di via delle Botteghe Oscure. Sulla sinistra, la chiesa di Santo Stanislao dei Polacchi (XVIII). Sulla destra, evidenziati gli edifici del portico antichi, ad un livello più basso dell'attuale sede stradale
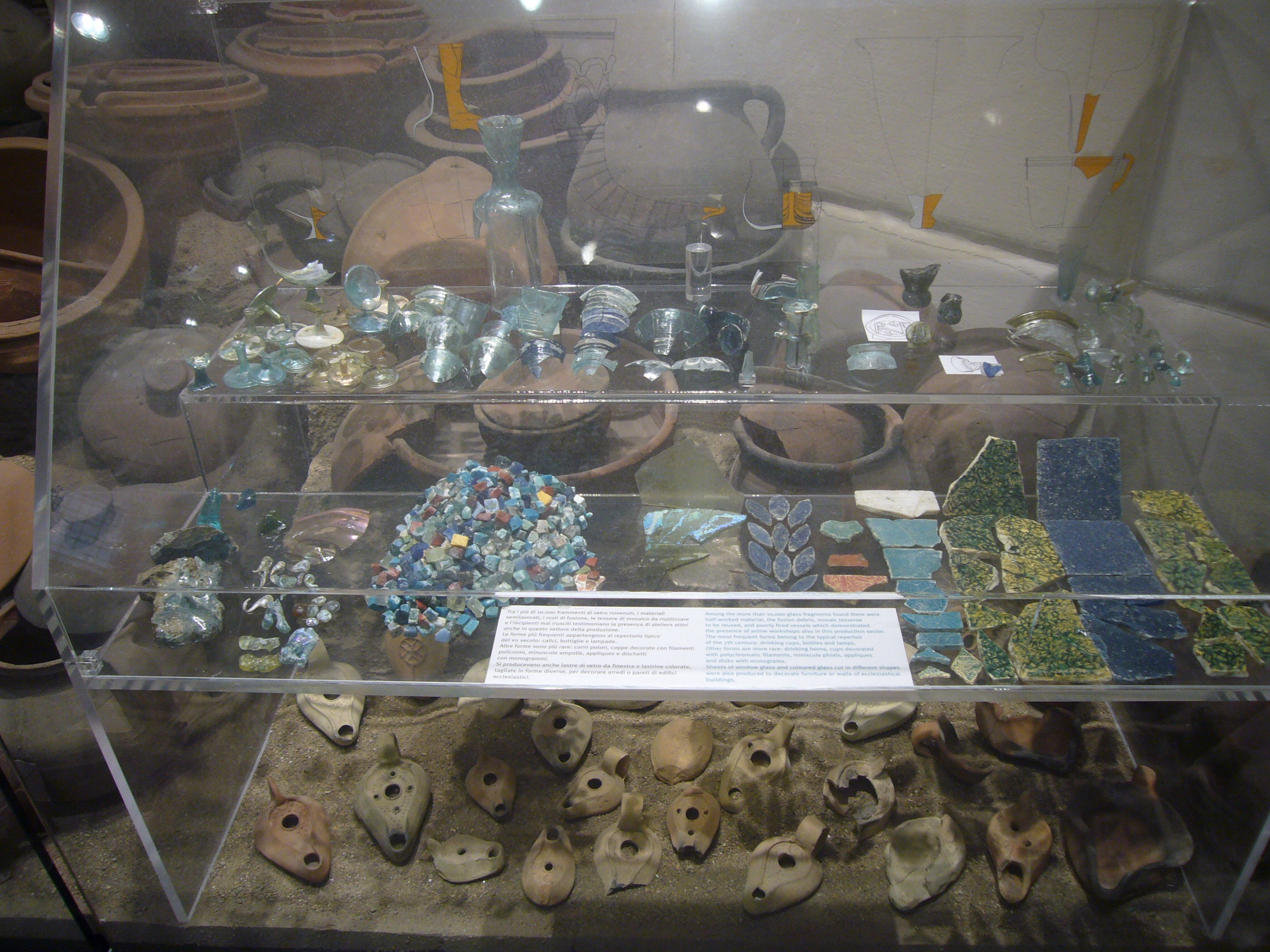
Materiali provenienti dalle botteghe di VII secolo